# Félix Bethune
Pour les autres membres de la famille, voir Famille de Béthune (Belgique).
Le baron (1855) Félix Antoine Joseph de Béthune né Félix Antoine Joseph Bethune, né le 12 juin 1789 à Courtrai et mort le 28 septembre 1880 à Courtrai, est un homme politique belge, membre du Congrès national. 

## Biographie
Il est le gendre du baron Louis Joseph de Renty et le père de l'architecte Jean-Baptiste Bethune.

## Fonctions et mandats
- Conseiller de régence du Conseil de Courtrai : 1814, 1825-1835
- Adjoint au maire de Courtrai : 1814
- Conseiller communal de Courtrai : 1825-1835
- Membre du Congrès national : 1830-1831
- Colonel commandant la garde civique de Courtrai : 1830-1836
- Bourgmestre de Courtrai : 1836-1854
- Sénateur par l’arrondissement de Courtrai : 1844-1870
- Président de la Commission des finances du Sénat : 1860-1870

## Sources
- J.L. DE PAEPE – Ch. RAINDORF-GERARD, « Le Parlement belge 1831-1894. Données biographiques », Bruxelles, Commission de la biographie nationale, 1996
- « Un Courtraisien au Congrès national : le baron Félix Béthune », Courtrai, 1953
- Bio sur la base ODIS

- Ressource relative à plusieurs domaines :   - ODIS
- Notice dans un dictionnaire ou une encyclopédie généraliste :   - Biographie nationale de Belgique
- Notices d'autorité :   - VIAF
  - ISNI
  - Pologne
  - NUKAT
  - Vatican